# John Gottman
John Mordecai Gottman (* 26. dubna 1942) je emeritním profesorem psychologie na Washingtonské univerzitě. Patří mezi respektované odborníky v oblasti výzkumu rodiny a manželství. Časopis Psychotherapy Networker ho v roce 2007 označil za jednoho z deseti nejvlivnějších psychoterapeutů v posledním čtvrtstoletí.
Je autorem nebo spoluautorem více než 200 akademických článků. Napsal přes 40 knih, včetně bestsellerů, jako je „What Makes Love Last“ nebo „The Seven Principles for Making Marriage Work“. Tato kniha vyšla také česky jako „Sedm principů spokojeného manželství: Praktický průvodce fungováním dlouhodobých vztahů“. Citují ho a objevuje se v předních médiích, mezi jinými Today, CBS Morning News, The New York Times nebo Psychology Today.
Společně se svou ženou Julií Schwartz Gottmanovou založil Gottman Institute, který se věnuje zkoumání manželství. „Naším posláním je oslovit rodiny a pomoci jim vytvářet a udržovat lásku a zdravé vztahy.“

## Osobní život
John Gottman se narodil v Dominikánské republice do židovské rodiny. Jeho otec působil jako rabín. Oženil se s Julií Schwartzovou, která působí jako psychoterapeutka. Jeho dvě předchozí manželství skončila rozvodem. Žije ve státě Washington.

## Výzkum a předpovědi rozvodů
John Gottman se výzkumu manželství a vztahů věnuje přes 40 let. Za svoji práci získal několik prestižních ocenění.
Na základě svých výzkumů vytvořil modely předpovědí rozvodů. Například v roce 2000 vedl ústní rozhovory s 95 novomanželkami. Dotazy se týkaly vztahů, jejich historie a nahlížení na manželství. Použil při tom metodu kódování ústního rozhovoru, kterou vyvinuli Buehlman a Gottman v roce 1996, aby změřili názory manželů na manželství. Čím pozitivněji páry vnímali své manželství, tím bylo stabilnější.
Na základě výzkumů definoval čtyři negativní vzorce chování, které ohrožují manželství. Patří mezi ně: 
•    kritika osobnosti partnera,
•    opovržení (pocit nadřazenosti),
•    defenzivní přístup a obtěžování,
•    emocionální stažení se (kvůli kritice).
Vyvinul metodu „Gottman Method Couple’s Therapy“, kterou opírá o poznatky ze svých výzkumů. Cílem terapie je posílit respekt a náklonnost partnerů, vyřešit konflikt, vytvořit prostor pro porozumění a o konfliktních tématech vést klidné rozhovory.

## Sedm principů spokojeného manželství
Kniha „Sedm principů spokojeného manželství: Praktický průvodce fungováním dlouhodobých vztahů“, která patří k nejznámějším Gottmanovým publikacím, přináší vhled do problematiky partnerského soužití a odhaluje zákonitosti, podle nichž jsou dlouhodobé vztahy buď úspěšné, nebo selhávají.
Své závěry Gottman opírá o desítky let výzkumů. Pojednává o vzorcích, které vedou k úspěšnému manželství, i o těch, jež vedou k partnerským krizím. Definuje sedm principů, které manželství posilují a pomáhají mu přetrvat i v náročných situacích.
V knize ukazuje, že jedním z klíčových předpokladů pro šťastný vztah je vzájemné vnímání kladných a záporných vlastností obou partnerů. Konstatuje, že páry, které ve vztahu vydrží, mají pětkrát více pozitivních interakcí než negativních. Pokud tento poměr klesne pod 5 : 1, vztah se rozpadne.
Identifikuje znaky destruktivní komunikace a konfliktní vzorce, které predikují rozpad vztahu. Přináší profily problémových párů, které dokázaly vzkřísit svůj vztah těsně před rozvodem, i příběhy manželů, kteří prožili bezkonfliktní manželství.
Pozdější výzkum párů, které se řídily Gottmanovými Sedmi principy, potvrdil pozitivní dopad na jejich vztahy. Jednalo se o novomanžele, tradiční manželství, dvoukariérové soužití, silně nábožensky orientované páry i nesezdané páry.
Kniha poprvé vyšla v roce 1999 a stala se bestsellerem. Prodalo se přes 1 milion výtisků.